# Wail Ezzine
Wail Ezzine (ar. وائل الزين; ur. 5 kwietnia 1996) – algierski judoka.
Uczestnik mistrzostw świata w 2021 i 2023. Startował w Pucharze Świata w latach 2017, 2022-2024. Złoty medalista igrzysk afrykańskich w 2019 i srebrny w 2023. Triumfator igrzysk panarabskich w 2023. Wicemistrz Afryki w 2017 i 2021 roku.